# Flip van der Kuil
Flip van der Kuil, né le 15 avril 1980 à Amsterdam, est un réalisateur, producteur, scénariste, acteur et monteur néerlandais.

## Filmographie
- 2001 : De Pulpshow (nl) : co-réalisé avec Steffen Haars
- 2003 : The Trip : co-réalisé avec Steffen Haars
- 2004 : Baby Blues
- 2007-2009 : New Kids : co-réalisé avec Steffen Haars[2]
- 2008 : Op vakantie : co-réalisé avec Steffen Haars
- 2010 : New Kids Turbo : co-réalisé avec Steffen Haars[3]
- 2011 : New Kids Nitro (nl): co-réalisé avec Steffen Haars[4]
- 2013 : Van God Los (nl) : co-réalisé avec Steffen Haars
- 2013 : Bro's Before Ho's (en) : co-réalisé avec Steffen Haars[5]
- 2017 : Ron Goossens, Low Budget Stuntman (nl) : co-réalisé avec Steffen Haars[6]
- 2024 : Krazy House : co-réalisé avec Steffen Haars